# ماجراهای آقای خیرخواه
ماجراهای آقای خیرخواه نام یک مجموعه تلویزیونی ایرانی به کارگردانی «سعید خیرخواه» است که در سال ۱۳۶۵ تولید و از شبکه ۲ سیمای جمهوری اسلامی ایران پخش گردید.

## خلاصه داستان
این مجموعه تلویزیونی از بخشهای متفاوتی تشکیل شده و هر قسمت از آن درباره اتفاقاتی است که برای شخصیت اصلی داستان یعنی «آقای خیرخواه» رخ می‌دهد.

## بازیگران
- رضا بنفشه‌خواه
- محمود بنفشه‌خواه
- مجید بهشتی
- حسین راد